# Luise von Ploennies
Luise von Ploennies (Hanau, 7 de noviembre de 1803-Darmstadt, 22 de enero de 1872), fue una poetisa y traductora alemana.

## Biografía
Luise von Ploennies era hija de Sophie von Wedekind y del médico y naturalista Johann Philipp Achilles Leisler. En 1824 se casó en Darmstadt con el médico August von Ploennies. En las décadas de 1830 y 1840, la casa de la pareja se convirtió en un lugar de encuentro para los intelectuales alemanes. Entre los visitantes frecuentes estaban Heinrich Künzel, Jakob Felsing, Luise von Gall, Lewin Schücking, Ida y Ferdinand Freiligrath, Eduard Duller, August Nodnagel y varios miembros de la familia de músicos Mangold.
Tras la muerte de su marido en 1847, vivió unos años en Bélgica y luego en Jugenheim, en la Bergstrasse, donde escribió su obra más extensa, Mariken de Nymwegen, una historia dramática en verso que data de 1853.
Luise von Ploennies murió el 22 de enero de 1872 en Darmstadt.

## Carrera literaria
Luise von Ploennies comenzó a escribir en la década de 1830. Tuvo éxito con sus traducciones del inglés y el flamenco. En 1844 fue nombrada miembro de la Real Academia de Bruselas por sus servicios a la literatura flamenca.
Entre 1844 y 1870 publicó varios volúmenes de poesía y traducciones, como Britannia (1843) y Englische Lyriker des 19ten Jahrhunderts (1863). La poetisa era especialmente aficionada a las canciones de amor ecléctico, los poemas patrióticos y las descripciones de paisajes. También escribió dos dramas bíblicos, María Magdalena (1870) y David (1873).

## Obras de poesía
- Gedichte (Poesía), Carl Wilhelm Leske, Darmstadt, 1844
- Ein Kranz den Kindern (Una corona a las niñas), Jonghans, 1844
- Ein fremder Strauß (Una autruche extranjera), Winter, 1844
- Reise-Erinnerungen aus Belgien (Recuerdos de un viaje a Bélgica), Duncker & Humblot, Berlín, 1845
- Abälard und Heloise (Abälard y Heloise), Ein Sonettenkranz, 1849
- Oskar und Gianetta, Ein Sonettenkranz. Kirchheim und Schott, Mainz, 1850
- Neue Gedichte (Poemas Nuevos), Hofbuchhandlung von G. Jonghans, Darmstadt, 1851
- Mariken von Nymwegen, Alexander Duncker, Berlín, 1853
- Sawitri,  Fleischmann’s Buchhandlung, Munich, 1862
- Die sieben Raben (Los siete cuervos) E. TIENE. Fleischmann’s Buchhandlung, Munich, 1862
- Lilien auf dem Felde (Lys en la propiedad), Liesching, 1864
- Joseph und seine Brüder (Joseph y sus hermanos), Liesching, 1866
- Maria von Bethanien, Poemas del Nuevo Testamento, Liesching, 1867
- Ruth, Schloeßmann, 1869
- Maria Magdalena, drama espiritual en cinco actos, 1870
- Die Heilige Elisabeth (St. Elizabeth), 1870
- Sagen und legenden nebst einem Anhang vermischter Gedichte, Carl Winter’s Universitätsbuchhandlung, Heidelberg, 1874

## Traducciones
- Britannia, una selección de textos ingleses de los tiempos antiguos y nuevos. Traducido del inglés por Luise von Ploennies. S. Schmerber'schen Buchhandlung, Frankfurt a. M. 1843
- Der Rabe (El cuervo), Edgar Allan Poe, Revista para la literatura de los países extranjeros, pp. 519-520, editado por J. Lehmann, Veit & Comp., Berlín, 29 de octubre 1857
- Englische Lyriker de los neunzehnten Jahrhunderts (Poetas ingleses del siglo XIX), traducido al alemán por Luzca von Ploennies, E. TIENE. Fleischmann, Munich, 1863, 2.º edición Carl Merhoff, Munich, 1867
- Julius Hart : England und Amerika, antología de la poesía estadounidense e inglesa, traducción cronológica acompañada de notas literarias e históricas, comprendiendo una introducción sobre el espíritu y el desarrollo de la poesía inglesa, textos traducidos por Luzca von Ploennies: James Thomson: Rule Britannia, p. 172 y John Keats : Año eine griechische Urna (John Keats : Para una urna griega, p. 311), J. C. C. Morenos 'Verlag, Minden i. W., 1885